# Сельское поселение Проводниковское
Сельское поселение Проводниковское — упразднённое муниципальное образование со статусом сельского поселения в Коломенском муниципальном районе Московской области.
Административный центр был в посёлке Проводник.

## История
Образовано в ходе муниципальной реформы, в соответствии с Законом Московской области от 15.02.2005 года № 43/2005-ОЗ «О статусе и границах Коломенского муниципального района и вновь образованных в его составе муниципальных образований».
Упразднено вместе со всеми другими поселениями бывшего Коломенского муниципального района с 21 апреля 2017 года.

## География
Муниципальное образование расположено в западной части района. На севере граничит с сельским поселением Непецинским, на северо-востоке — с сельским поселением Радужным, на востоке — с городским округом Коломна, на юге — с сельским поселением Биорковским, на западе — с сельскими поселениями Леонтьевским и Аксиньинским Ступинского района. Площадь территории сельского поселения составляет 13 711 га.

## Население
| 2006  | 2007  | 2008  | 2009  | 2010  | 2011  |
| ----- | ----- | ----- | ----- | ----- | ----- |
| 2679  | ↘2599 | ↗2616 | ↗2624 | ↘2503 | ↘2460 |
| 2012  | 2013  | 2014  | 2015  | 2016  | 2017  |
| →2460 | ↘2408 | ↘2349 | ↘2344 | ↘2285 | ↘2239 |

## Состав сельского поселения
В состав сельского поселения входят 24 населённых пункта упразднённой административно-территориальной единицы — Федосьинского сельского округа:
- 1 посёлок — Проводник;
- 5 сёл — Андреевское, Лукерьино, Лысцево, Подберезники, Федосьино;
- 18 деревень — Богдановка, Борисовское, Верхнее Хорошово, Ворыпаевка, Дубна, Каменка, Колодкино, Коростыли, Молитвино, Морозовка, Мякинино, Павлеево, Печенцино, Подмалинки, Семибратское, Субботово, Ульяновка, Шапкино.